# روبرت بريت
روبرت بريت هو طبيب كندي، ولد في 16 نوفمبر 1851 في ستراثوري كاردوك في كندا، وتوفي في 16 سبتمبر 1929 في كالغاري في كندا.